# Persone di nome Jason/Attori
| Questa pagina contiene informazioni ricavate automaticamente dalle voci biografiche con l'ausilio del template Bio e di un bot. L'aggiornamento è periodico e automatico e ricostruisce completamente la pagina. Se manca una persona in questa lista, sei pregato di non aggiungerla, ma accertati piuttosto che la sua voce biografica contenga il template Bio e che i dati anagrafici siano correttamente compilati. Se il template Bio manca, inseriscilo tu stesso o, in alternativa, metti l'avviso {{tmp\|Bio}} che ne segnala la mancanza. Se i dati riportati sono sbagliati, correggi direttamente la voce biografica; le modifiche saranno visibili in questa lista entro pochi giorni. Per chiarimenti vedi il progetto antroponimi. La lista contiene solo le 74 persone che sono citate nell'enciclopedia e per le quali è stato implementato correttamente il template Bio. Pagina aggiornata al 22 lug 2025. |

Questa è una lista di persone presenti nell'enciclopedia che hanno il nome Jason e sono attori.

## A(3)
- Jason Leland Adams, attore e produttore cinematografico statunitense (Washington, n. 1963)
- Jace Alexander, attore e regista televisivo statunitense (New York, n. 1964)
- Jason Antoon, attore statunitense (Santa Monica, n. 1971)

## B(8)
- Jason Barry, attore irlandese (Dublino, n. 1972)
- Jason Bateman, attore, regista e produttore cinematografico statunitense (Rye, n. 1969)
- Jason Beghe, attore statunitense (New York, n. 1960)
- Jason Behr, attore statunitense (Minneapolis, n. 1973)
- Jason Bernard, attore statunitense (Chicago, n. 1938 - Burbank, † 1996)
- Jason Biggs, attore statunitense (Pequannock, n. 1978)
- Jason Brooks, attore statunitense (Colorado Springs, n. 1966)
- Jason Butler Harner, attore statunitense (Elmira, n. 1970)

## C(6)
- Jason Cerbone, attore statunitense (New York, n. 1977)
- Jason Chan, attore e produttore cinematografico malese (Kuala Lumpur, n. 1971)
- Jason Clarke, attore australiano (Winton, n. 1969)
- Jason Connery, attore e regista britannico (Londra, n. 1963)
- Jason Cook, attore, produttore cinematografico e regista statunitense (Camden, n. 1980)
- Jason Cope, attore sudafricano

## D(6)
- Jason Danieley, attore e cantante statunitense (St. Louis, n. 1971)
- Jason Davis, attore e doppiatore statunitense (Salt Lake City, n. 1984 - Los Angeles, † 2020)
- Jason Dohring, attore statunitense (Toledo, n. 1982)
- Jason Dolley, attore e musicista statunitense (Los Angeles, n. 1991)
- Jason Douglas, attore e doppiatore statunitense (Arkansas, n. 1973)
- Jason Drucker, attore statunitense (Hollywood, n. 2005)

## E(1)
- Jason Earles, attore e comico statunitense (San Diego, n. 1977)

## F(4)
- Jason Faunt, attore e doppiatore statunitense (Chicago, n. 1974)
- Jason Flemyng, attore britannico (Putney, n. 1966)
- Jason David Frank, attore e artista marziale statunitense (Covina, n. 1973 - Houston, † 2022)
- Jason Fuchs, attore, sceneggiatore e produttore cinematografico statunitense (New York, n. 1986)

## G(5)
- Jason Gedrick, attore statunitense (Chicago, n. 1965)
- Jason Winston George, attore e modello statunitense (Virginia Beach, n. 1972)
- Jason Gerhardt, attore statunitense (Austin, n. 1974)
- Jason Gray-Stanford, attore e doppiatore canadese (Vancouver, n. 1970)
- Austin St. John, attore statunitense (Roswell, n. 1974)

## H(3)
- Jason Dean Hall, attore, sceneggiatore e produttore cinematografico statunitense (Lake Arrowhead, n. 1972)
- Jason Hervey, attore e produttore televisivo statunitense (Los Angeles, n. 1972)
- Jason Hughes, attore britannico (Porthcawl, n. 1971)

## I(1)
- Jason Isaacs, attore e doppiatore britannico (Liverpool, n. 1963)

## K(2)
- Jason Kemp, attore e produttore cinematografico britannico
- Jason Kravits, attore statunitense (Passaic, n. 1967)

## L(4)
- Jason Lee, attore, produttore televisivo e skater statunitense (Orange, n. 1970)
- Jason Scott Lee, attore statunitense (Los Angeles, n. 1966)
- Jason Lewis, attore e modello statunitense (Newport Beach, n. 1971)
- Jason London, attore statunitense (San Diego, n. 1972)

## M(6)
- Jason Mantzoukas, attore statunitense (Nahant, n. 1972)
- Jason Marin, attore statunitense (New York, n. 1974)
- Jason Marsden, attore e doppiatore statunitense (Providence, n. 1975)
- Jason Mewes, attore statunitense (Highlands, n. 1974)
- Jason Miller, attore, drammaturgo e sceneggiatore statunitense (New York, n. 1939 - Scranton, † 2001)
- Jason Mitchell, attore statunitense (New Orleans, n. 1987)

## O(2)
- Jason O'Mara, attore irlandese (Sandycove, n. 1972)
- Jason Manuel Olazabal, attore statunitense (Santa Maria, n. 1973)

## P(4)
- Jason Patric, attore statunitense (New York, n. 1966)
- Jason Pennycooke, attore britannico
- Jason Presson, attore statunitense (Encino, n. 1971)
- Jason Priestley, attore, regista e produttore televisivo canadese (Victoria, n. 1969)

## R(6)
- Jason Raize, attore, doppiatore e cantante statunitense (Oneonta, n. 1975 - Yass, † 2004)
- Jason Ralph, attore statunitense (McKinney, n. 1986)
- Jason James Richter, attore statunitense (Medford, n. 1980)
- Jason Ritter, attore statunitense (Los Angeles, n. 1980)
- Jason Robards, attore statunitense (Chicago, n. 1922 - Bridgeport, † 2000)
- Jason Robards Sr., attore statunitense (Hillsdale, n. 1892 - Sherman Oaks, † 1963)

## S(8)
- Jason Schmidt, attore e cantautore statunitense (Chicago, n. 2003)
- Jason Schwartzman, attore, sceneggiatore e batterista statunitense (Los Angeles, n. 1980)
- Jason Segel, attore, comico e produttore cinematografico statunitense (Los Angeles, n. 1980)
- Jason & Kristopher Simmons, attore statunitense (Los Angeles, n. 2002)
- Jason Sklar, attore statunitense (Saint Louis, n. 1972)
- Jason Smith, attore australiano (Sydney, n. 1984)
- Jason Spisak, attore, doppiatore e produttore cinematografico statunitense (Wilkes-Barre, n. 1973)
- Jason Statham, attore, produttore cinematografico e artista marziale britannico (Shirebrook, n. 1967)

## T(2)
- Jason Tam, attore, cantante e ballerino statunitense (Honolulu, n. 1982)
- Jason Thompson, attore canadese (Saint Albert, n. 1976)

## W(3)
- Jason Weaver, attore e cantante statunitense (Chicago, n. 1979)
- Jason Wiles, attore e regista statunitense (Kansas City, n. 1970)
- Jason Willinger, attore e doppiatore statunitense (n. 1971)